# Стронг, Элеонора Пейнтер
Элеонора Пейнтер Стронг (англ. Eleanor Painter Strong; 12 сентября 1885 — 3 ноября 1947) — американская оперная певица.

## Биография
Родилась в Уотервилле (штат Айова) 12 сентября 1885 года под именем Элеонора Пейнтер, в семье Мэри Эллен и Джонни Пейнтера.
Выросла в Колорадо, а позже переехала на Манхэттен (Нью-Йорк), чтобы продолжить свою певческую карьеру.
В 1912 году обучалась в Берлине (Германия) и в следующем году дебютировала в Королевском театре Ковент-Гарден (Лондон). В течение пяти сезонов выступала в Берлине. В 1914 году сыграла главную роль в оперетте Сиреневое домино в Нью-Йорке. Композитор Виктор Герберт написал для неё оперетту Принцесса Пэт.
Начиная с 1914 года играла в различных мюзиклах, операх и драматических спектаклях. Её оперный репертуар включал в себя «Мадам Баттерфляй» и «Кармен», с которым она выступала в Филадельфии, штат Пенсильвания и в Берлине.
Около 1916 года она вышла замуж за художника Уилфреда Доутхитта.
В 1931 году вышла замуж за майора Чарльза Генри Стронга, и поселилась вместе с ним в Кливленде, штат Огайо. Там же и скончалась 3 ноября 1947 года.